# بولسلاو یاورسکی
بولسلاو یاورسکی (روسی: Болеслав Леопольдович Яворский؛ ۲۲ ژوئن ۱۸۷۷ – ۲۶ نوامبر ۱۹۴۲) یک موسیقی‌شناس، آهنگساز و مدرس موسیقی اهل اتحاد جماهیر سوسیالیستی شوروی بود.
او دانش‌آموختهٔ کنسرواتوار دولتی چایکوفسکی مسکو بود و بعدها مدرس موسیقیِ در آکادمی ملی موسیقی چایکوفسکی شد.
وی همچنین مربی و دوستِ موردِ اطمینانِ دمیتری شوستاکوویچ بود و در شکوفایی هنری وی نقش مهمی داشت.